# Hotelbus

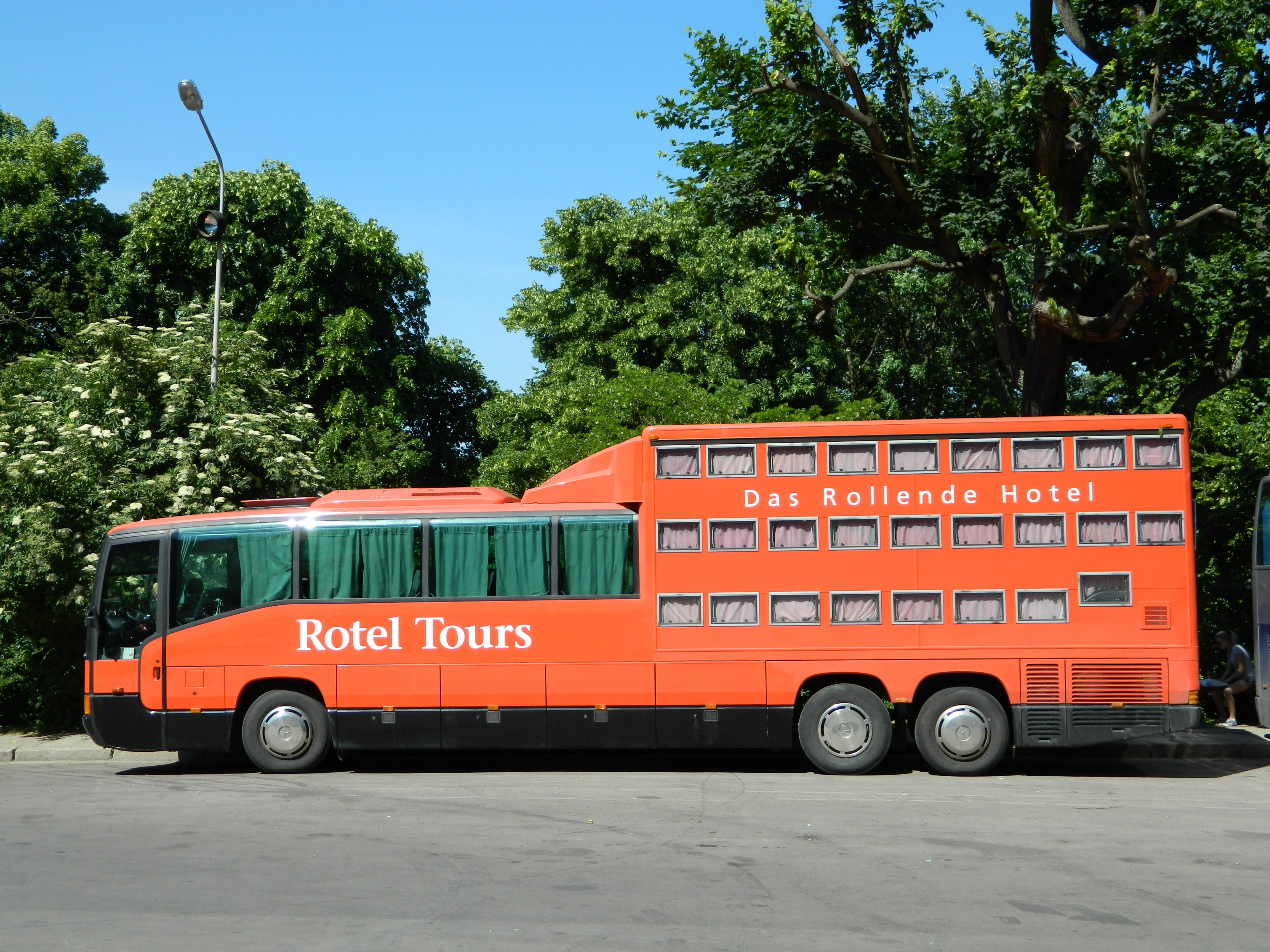
Mercedes-Benz O404-Rotel Tours

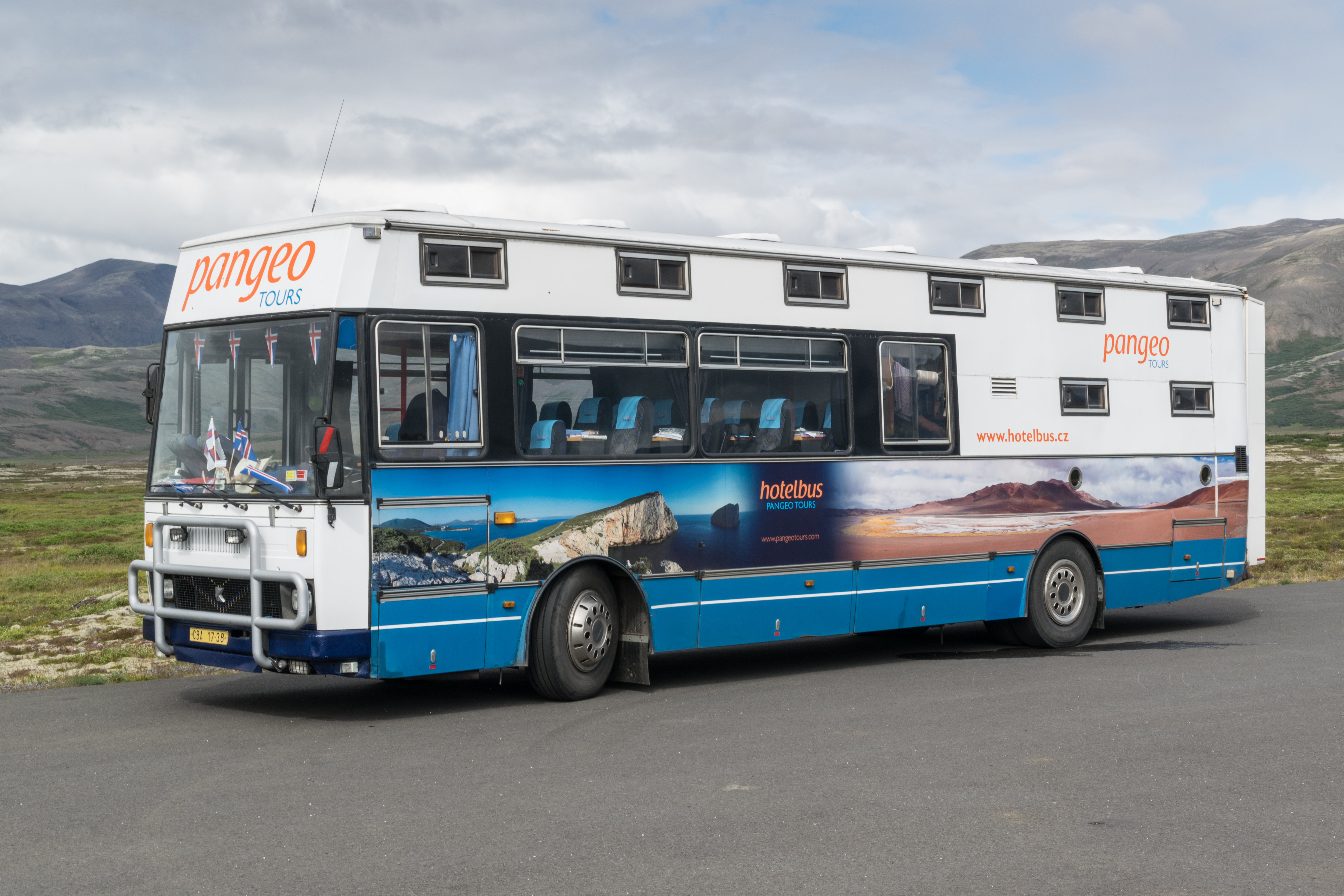
Karosa B 731 Hotelbus

Ein Hotelbus ist ein Kraftfahrzeug, das im Reiseverkehr in überwiegend touristisch nicht oder kaum erschlossenen Gegenden eingesetzt wird. In ihm haben etwa 15 bis 40 Mitreisende sowohl einen Sitzplatz – ähnlich wie in einem Reisebus – als auch ein komfortables Bett wie im mobilen Hotel bzw. Wohnmobil. Als Erfinder gilt Georg Höltl, der Rotel Tours gründete und dessen Sohn Georg Höltl jun. heute mit Rotel Tours das größte Touristikunternehmen mit Hotelbussen betreibt. Ähnlich – häufiger jedoch komfortabler – ausgestattet sind Nightliner.
Die Bezeichnung wird auch für einen Zubringerbus verwendet, der im Auftrag eines oder mehrere Hotels zwischen Hotel und einem verkehrsmäßig günstig gelegenen Ziel wie dem Bahnhof oder dem Stadtzentrum verkehrt.